# HispaCon
El Congreso Nacional de Fantasía y Ciencia Ficción, conocido habitualmente como HispaCon, es un congreso celebrado en España desde 1969 y con periodicidad anual desde 1991. En este congreso se reúnen, bajo la supervisión de la Asociación Española de Fantasía, Ciencia Ficción y Terror (AEFCFT), aficionados, estudiosos y autores de los géneros de ciencia ficción, fantasía y terror. Durante la HispaCon se celebra también la Asamblea Ordinaria de la asociación convocante, actividad abierta únicamente a los socios.
La HispaCon no tiene sede fija: cada año se elige la sede de la HispaCon que se va a celebrar dos años después. La organización material del evento corre a cargo de un grupo de socios que residan en la localidad de celebración. Precisamente para resaltar este carácter móvil y rotatorio, muchas veces se ha escogido un nombre específico para el encuentro de un año concreto, relacionado con la ciudad que lo alberga.
En la HispaCon se celebran diversas actividades, relacionadas siempre con los géneros fantásticos: conferencias, mesas redondas, exposiciones, sesiones de firmas, presentaciones de libros, etc. Además, se concede espacio para que diversas editoriales vendan sus productos. Desde 2020 se organizan como parte de la HispaCon unas jornadas de rol, las Jornadas Pórtico.
Los participantes tienen derecho a voto en los premios Ignotus del año en curso.

## Historial
Las HispaCones celebradas hasta la fecha han sido:
|    | Año  | Nombre              | Lugar                  | Fecha                             | Invitado(s) de Honor | Notas                                                   |
| -- | ---- | ------------------- | ---------------------- | --------------------------------- | --- | ------------------------------------------------------- |
| 1  | 1969 |                     | Barcelona              | 6 a 8 de diciembre                | |                                                         |
| 2  | 1970 |                     | Madrid                 | No se celebró                     | | Cancelada al no lograrse la autorización administrativa |
| 3  | 1971 |                     | Barcelona              |                                   | |                                                         |
| 4  | 1975 |                     | Madrid                 |                                   | |                                                         |
| 5  | 1976 |                     | Madrid                 |                                   | |                                                         |
| 6  | 1978 |                     | Madrid                 |                                   | Pascual Enguídanos |                                                         |
| 7  | 1979 |                     | Madrid                 |                                   | Domingo Santos |                                                         |
| 8  | 1980 |                     | Granada                | Principios de julio               | |                                                         |
| 9  | 1991 |                     | Barcelona              | 21 y 22 de diciembre              | Angélica Gorodischer, Terry Pratchett y Rafael Marín |                                                         |
| 10 | 1992 | Gadir'92            | Cádiz                  | 16 a 18 de octubre                | Domingo Santos, Elia Barceló y Toni Garcés |                                                         |
| 11 | 1993 |                     | Gijón                  | 22 a 24 de octubre                | |                                                         |
| 12 | 1994 |                     | Burjasot               | 7 a 9 de octubre                  | Pascual Enguídanos |                                                         |
| 13 | 1995 | Gadir'95            | Cádiz                  | 13 a 15 de octubre                | |                                                         |
| 14 | 1996 |                     | Burjasot               | 4 a 6 de octubre                  | Joe Haldeman y Charles N. Brown |                                                         |
| 15 | 1997 |                     | Mataró                 | 30 de octubre, 1 y 2 de noviembre | Orson Scott Card, Carlos Giménez y Alfonso Font |                                                         |
| 16 | 1998 |                     | Burjasot               | 9 a 12 de octubre                 | Joe Haldeman |                                                         |
| 17 | 1999 | GaleiCon'99         | Santiago de Compostela | 29 de octubre a 1 de noviembre    | Elia Barceló |                                                         |
| 18 | 2000 | AsturCon            | Gijón                  | 13 a 16 de julio                  | Lois McMaster Bujold, Robert Sheckley, Ian McDonald y David Pringle |                                                         |
| 19 | 2001 | Salduba             | Zaragoza               | 27 a 30 de septiembre             | Gabriel Bermúdez Castillo y Rodolfo Martínez |                                                         |
| 20 | 2002 | BarnaCon            | Barcelona              | 31 de octubre a 3 de noviembre    | Joan Perucho, Andrzej Sapkowski y Juan Giménez |                                                         |
| 21 | 2003 | Xatafi              | Getafe                 | 17 a 19 de octubre                | M. John Harrison, Javier Negrete y Ángel Torres Quesada |                                                         |
| 22 | 2004 | Gadir2K4            | Cádiz                  | 5 a 7 de noviembre                | Juan Miguel Aguilera, Javier Negrete, Andrzej Sapkowski, Guillermo del Toro y Carlos Atanes |                                                         |
| 23 | 2005 | Ibercon             | Vigo                   | 28 de octubre a 1 de noviembre    | Laura Gallego y João Barreiros |                                                         |
| 24 | 2006 | DHCon               | Dos Hermanas           | 3 a 5 de noviembre                | Richard Morgan, Ian Watson, João Barreiros, Bernardo Fernández y Kiril Yeskov |                                                         |
| 25 | 2007 | IshbiliyaCon        | Sevilla                | 2 a 4 de noviembre                | Guy Hasson, Rhys Hughes, Rafael Marín y Carlos Atanes |                                                         |
| 26 | 2008 | IndalCon            | Almería                | 25 a 28 de septiembre             | José María Merino, Ian Watson y Pilar Pedraza |                                                         |
| 27 | 2009 |                     | Huesca                 | 6 a 8 de noviembre                | |                                                         |
| 28 | 2010 |                     | Burjasot               | 9 a 12 de octubre                 | Laura Gallego |                                                         |
| 29 | 2011 | ImagiCon            | Mislata                | 12 y 13 de noviembre              | Susana Vallejo, Javier Negrete, Laura Gallego y Manuel Loureiro |                                                         |
| 30 | 2012 | ImagiCon II         | Urnieta                | 12 a 14 de octubre                | |                                                         |
| 31 | 2013 | QuartumCon          | Cuart de Poblet        | 14 y 15 de diciembre              | Sofía Rhei, Luis Vigil, Rafael Marín, Javier Redal, Juan Miguel Aguilera, José Carlos Somoza y Juanma Santiago                                                                                                   |                                                         |
| 32 | 2014 | MirCon              | Moncada y Reixach      | 6 a 8 de diciembre                | |                                                         |
| 33 | 2015 | GrxCon              | Granada                | 30 de octubre a 1 de noviembre    | |                                                         |
| 34 | 2016 | BCon 3              | Barcelona              | 4 a 6 de noviembre                | Aliette de Bodard, Richard Morgan, Enrique Corominas, Andrzej Sapkowski, Johanna Sinisalo, Rosa Montero, Rhianna Pratchett y Péter Michaleczky                                                                   | Tuvo lugar de forma simultánea a la Eurocon             |
| 35 | 2017 |                     | Navacerrada            | 17 a 19 de noviembre              | Daína Chaviano, Rosa Montero, David Luna, José Antonio Fideu |                                                         |
| 36 | 2018 |                     | Salamanca              | 17 y 18 de noviembre              | Aránzazu Serrano, Patricia Esteban Erlés y Daína Chaviano |                                                         |
| 37 | 2019 |                     | Valencia               | 6 a 8 de diciembre                | Sofía Rhei, Pilar Pedraza, Raelana Dsagan, Laura Fernández, Aránzazu Serrano, Agustín Jaureguízar, José Luis Sanz, Luis Gasca, David Luna, Rafael Marín y Carlo Frabetti                                         | Se celebró el cincuentenario de las HispaCones          |
| 38 | 2020 |                     | Virtual                | 13 a 15 de noviembre              | Aliette de Bodard, Kameron Hurley, Tade Thompson, Lavie Tidhar, Gabriela Damián Miravete, Emma Ríos, Albert Monteys, Natacha Bustos, Rodolfo Martínez, Ismael Martínez Biurrun, Noura al Nomam y Susana Vallejo. | Virtual debido a la pandemia de COVID-19.               |
| 39 | 2021 |                     | Virtual                | 19 a 21 de noviembre              | | Virtual debido a la pandemia de COVID-19.               |
| 40 | 2022 |                     | Ferrol                 | 7 a 9 de octubre                  | Jesús Cañadas, Jo Walton, H.M. Zubieta, Ada Palmer, Adrienne Young, Bárbara Montes, Felicidad Martínez, Claire North                                                                                             |                                                         |
| 41 | 2023 | Salduie             | Zaragoza               | 8 a 10 de septiembre              | |                                                         |
| 42 | 2024 | HispaCón de la Isla | San Fernando           | 8 a 10 de noviembre               | Claire North, Sergio Sánchez Morán, Paul Urkijo, Mariana Palova |                                                         |
| 43 | 2025 |                     | Sabadell               | 19 a 21 de septiembre             | |                                                         |
| 44 | 2026 |                     | Tuy                    |                                   | |                                                         |